# 腓力三世 (法兰西)

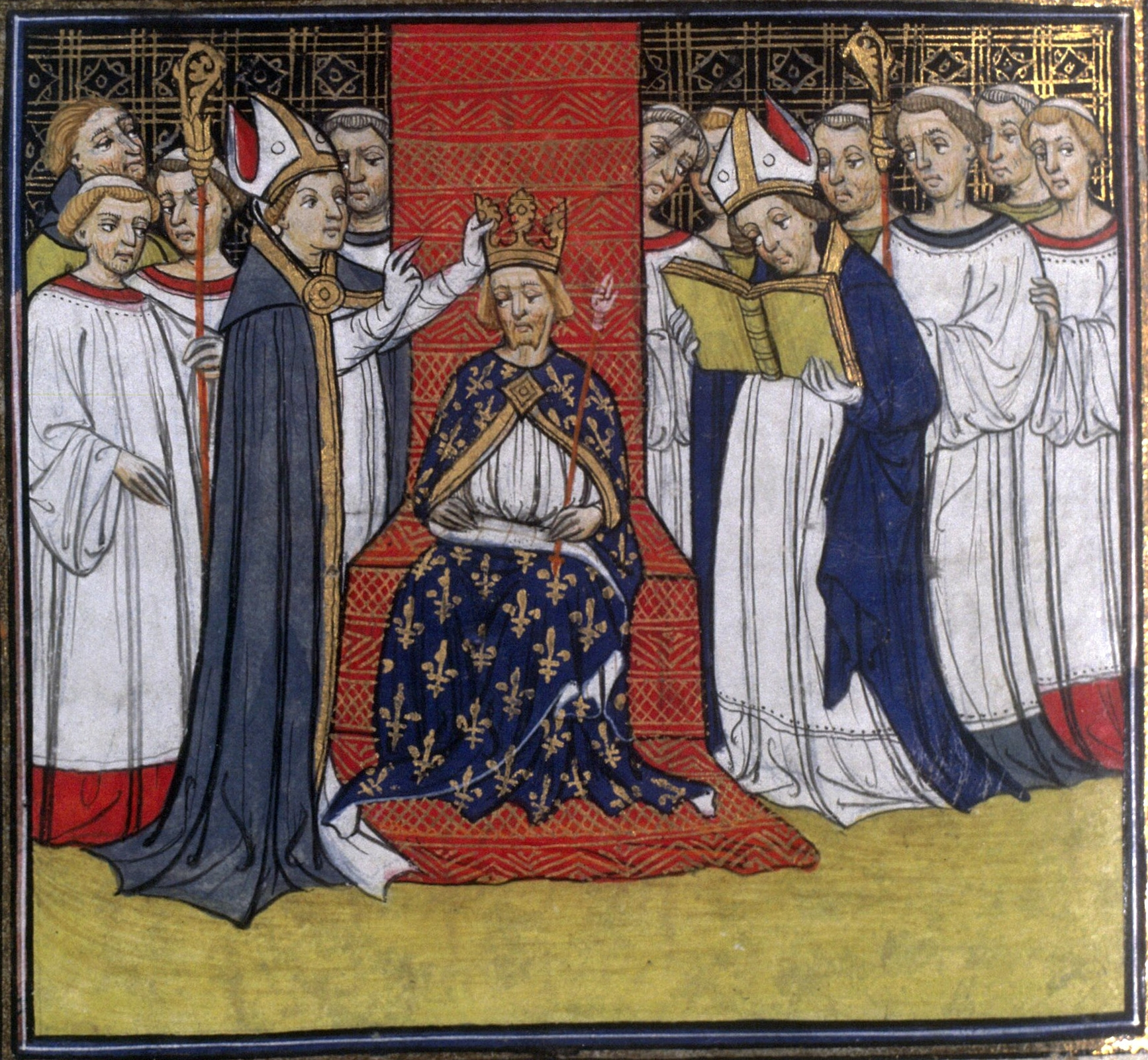
腓力三世加冕

腓力三世（法語：Philippe III，1245年4月30日—1285年10月5日），綽號「勇敢者」（法語：le Hardi），卡佩王朝第10位国王（1270年—1285年在位）。

## 事迹
腓力三世为法蘭西國王路易九世之子，生于普瓦西，母亲是普罗旺斯公主玛格丽特。他在很小的时候就获得了奥尔良伯爵的爵位。1270年，腓力与父亲一起参加第八次十字军，前往突尼斯进行远征；结果路易九世在这次远征中因瘟疫死于突尼斯，腓力三世遂在当地被宣布为法兰西国王，时年25岁。
腓力三世是一个性格软弱、优柔寡断的国王。他获得“勇敢者”这个外号并非由于他性格勇敢，而是因为他善于骑马打仗。腓力三世是一个虔诚的基督教徒，但缺少文化；在他统治时期，他在政策方面往往受到权臣的影响。这些权臣中最重要的是皮埃尔·德·拉·布罗切。腓力的叔叔、那不勒斯國王查理一世也对腓力有巨大的影响力。
腓力三世在即位之后立刻请求他的叔叔查理一世与穆斯林的领袖谈判，以期结束这次东征，而他本人却返回了法蘭西。结果十字军与穆斯林签署了一份10年休战协议。1271年8月12日，腓力三世正式加冕为法蘭西國王。不久腓力的另一个叔叔圖盧茲伯爵阿方斯去世，由于他没有子嗣，腓力兼并了他的大部分领地。这些新获领地使王室的力量大为扩充。
1279年，腓力三世与英格蘭國王爱德华一世签署了1279年亚眠条约。根据此条约，腓力三世把阿让奈割让给爱德华一世。这个损失后来由于他兼并了其无嗣的弟弟皮埃尔的领地阿朗松而获得了部分补偿（1284年）。
腓力三世积极支持他叔叔查理一世在意大利的事业，但收效甚微（西西里晚祷起义之后，查理一世就失去了对西西里的控制权）。另一方面，腓力三世在納瓦拉国王恩里克一世去世后企图为他的儿子腓力（后来的腓力四世）谋取納瓦拉王位，于是让儿子与纳瓦拉女继承人胡安娜一世结婚。
1284年，腓力三世在教宗的劝诱下（教宗承诺如法国进攻阿拉贡就把阿拉贡王位赠给腓力的儿子瓦卢瓦的查理）率领大军进入鲁西永，企图从阿拉贡王室（他们受到教皇的敌视）手中夺取这个地区。这次战争有时被称为“阿拉贡十字军”，一些历史学家称其为“卡佩王朝进行过的最非正义，最不必要和最灾难性的军事冒险”。腓力三世开始时取得不小的进展；但法军之中突然爆发了一场痢疾，而在那个时代这种病是极其危险的。腓力本人也染上了疾病。法军被迫撤退，在途中被阿拉贡军堵截，遭到惨败。腓力三世本人没能返回领地就在他的盟友、马略卡国王海梅二世位于佩皮尼昂的宫廷里去世了。他的儿子腓力四世继承了王位。

## 家庭
腓力三世于1262年5月28日与亞拉岡国王海梅一世的女儿伊莎貝爾结婚。他们生了3个孩子：
1. 路易（英语：Louis of France (1264–1276)）（1264年—1276年），早逝
2. 腓力四世（1268年－1314年）
3. 羅貝爾（1269年—1271年），夭折
4. 查理（1270年－1325年），瓦盧瓦伯爵，瓦卢瓦王朝的始祖

在伊莎贝拉去世后，腓力三世于1274年8月21日再次结婚，对象是布拉班特公爵亨利三世的女儿瑪麗。他们生了以下子女：
1. 路易（1276年—1319年），埃夫勒王朝的始祖
2. 瑪格麗特（1279年—1318年）
3. 布朗歇（英语：Blanche of France, Duchess of Austria）（1282年—1305年）

## 资料来源
- H. J.Chaytoe，阿拉贡和加泰罗尼亚历史 （页面存档备份，存于），1933年

| 腓力三世 (法兰西) 卡佩王朝出生于：1214年4月25日逝世於：1270年8月25日 | 腓力三世 (法兰西) 卡佩王朝出生于：1214年4月25日逝世於：1270年8月25日 | 腓力三世 (法兰西) 卡佩王朝出生于：1214年4月25日逝世於：1270年8月25日 |
| 統治者頭銜                                                           | 統治者頭銜                                                           | 統治者頭銜                                                           |
| -------------------------------------------------------------------- | -------------------------------------------------------------------- | -------------------------------------------------------------------- |
| 前任者： 路易九世                                                    | 法蘭西國王 1270年—1285年                                             | 繼任者： 腓力四世                                                    |